# ホアン・タマリッツ
- フアン・タマリッツ

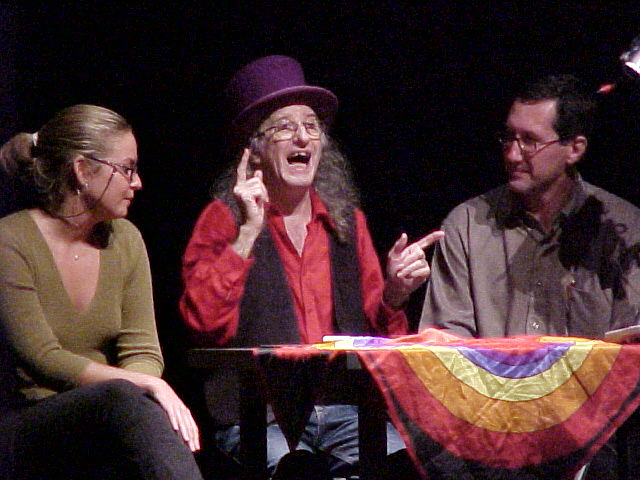
ホアン・タマリッツ

フアン・タマリッツ＝マルテル・ネグロン（Juan Tamariz-Martel Negrón、フアン・タマリスとも、1942年10月18日）は、スペイン・セビリア県エシハ出身のプロマジシャン。世界中の手品師から尊敬されている奇術師の一人。

## 経歴・芸風
1973年にはFISM（マジックの世界大会）カード・マジック部門で第1位となった。1988年9月、1990年8月、1992年5月には日本を訪れている。
マジックを見せる際、ジーンズにシルクハットという奇抜な格好で演技をし、派手な外見もさることながら実際にマジックを演じるときの雰囲気も非常に賑やかで奇想天外な印象であるが、実は裏では非常に細かく計算されつくされたものである。
独特なキャラクターで彼のマジックを一見した人の感想は「賑やか」、「型破り」であるが計算されつくされた作戦を巧みにこなすため手品をよく知る人でさえ引っかけられてしまうことが多い。
代表作は「タマリッツ・シルク（観客Aが持っていた無地のシルクに、別の観客Bの選んだカードがいつの間にか印刷されているという現象）」である。